# Żuławka Sztumska (wieś)
Żuławka Sztumska (dawniej: niem. Posilge) – wieś w Polsce, w województwie pomorskim, w powiecie sztumskim, w gminie Dzierzgoń.
Wieś królewska położona była w II połowie XVI wieku w województwie malborskim. W latach 1975–1998 miejscowość administracyjnie należała do województwa elbląskiego.
Z ówczesnego Posilge pochodził Jan von Posilge, kronikarz, autor Kroniki kraju Prus (Chronik des Landes Preußen).

## Zabytki
- Kościół św. Jana Chrzciciela, gotycko-barokowy, zbudowany w połowie XIV w., odbudowany w 1666, przebudowany w latach 1695–1696 przez Davida Knoblocha i Barthela Ranischa. Jednonawowy, barokowe ołtarze boczne i polichromia na stropie. W południowo-zachodnim narożu czworoboczna wieża, w górnej części drewniana, nakryta barokowym hełmem z latarenką[5][6].

## Żuławska Kolej Ogrodowa
Lokalną atrakcją turystyczną jest zbudowana na prywatnej posesji przez pasjonata i pracownika kolei Tomasza Kleinę kolejka wąskotorowa (rozstaw torów 400 mm). Kolejka powstała w 2014 r. jako pętla w ogrodzie ze stacją Żuławka Główna wraz z lokomotywownią, rok później została przedłużona do stacji Żuławka Kurort Letni z pętlą, osiągając długość 800 m; w późniejszych latach powstała nastawnia oraz dodatkowe ramię trójkąta torowego. W 2020 roku kolejka miała ok. 400 m toru, 5 zwrotnic (w tym trzy sterowane z nastawni), nastawnię ZG, lokomotywownię z obrotnicą i dwie stacje. Tabor składał się z jednej lokomotywy spalinowej Lc1-01 oraz dwóch wagonów pasażerskich serii BT.